# 오스카르 오소리오
오스카르 오소리오(스페인어: Óscar Osorio, 1910년 12월 14일 ~ 1969년 3월 6일)는 1950년부터 1956년까지 엘살바도르의 대통령으로 재임한 인물이다. 본명은 오스카르 오소리오 에르난데스(스페인어: Óscar Osorio Hernández)이다.
1910년 손소나테에서 태어났다.
손소나테, 산타 안나, 산살바도르에서 교육을 받았고, 이후 군 사관학교에서 교육을 받았다.
1948년 쿠데타를 일으켜 살바도르 카스타녜다 대통령을 축출하였으며, 2년 후 정식으로 취임했다.
이후 쿠데타를 기념하고자 했으며, 근로자 - 도시에 거주하는 - 들을 위한 사회 보장 제도들을 마련했다.
그러나 다른 한편으로는 민주화 운동을 탄압했다.
6년 임기를 마치고 물러났으며, 1969년 미국 휴스턴에서 폐렴으로 사망했다.

## 참조
1. ↑  “不安했던 政情 主産은 〈커피〉 人口二百35萬”. 동아일보. 1960년 10월 28일.